# Busby, New South Wales
Busby este o suburbie în Sydney, Australia.